# Південно-рудний трест
Південно-рудний трест (ПРТ) — колишнє об'єднання державних підприємств у гірничорудній промисловості.

## Історія
У грудні 1921 року розпочалася підготовка до створення тресту.
За планом урядової спецкомісії передбачалася концентрація рудних підприємств півдня: 61 рудника Кривого Рогу, 8 копалень Нікополь-Марганцевського району та буровугільного рудника «Свобода»; каменоломень азбестового сланцю та вогнетривких кварцитів при станції Шмакове, біля села Андріївка (завод Хрустальова) та станції Мусіївка; заводів Веселовського, «Пневматик» та Гданцевського.
9 червня 1922 року затверджено положення про трест.
19 червня 1922 року Вища рада народного господарства прийняла склад правління ПРТа.
1 липня 1922 року трест розпочав роботу.
Правління розташовувалося у Харкові та працювало під керівництвом президії ВРНГ.
4 липня 1922 року наказом № 1 по ПРТу було затверджено структуру апарату правління.
Були організовані контори в Катеринославі
,
агентства (уповноважені) у Москві, Києві, Чернігові, Миколаєві та Одесі.
1922 року Чернігівське обласне агентство ліквідовано.
У квітні 1923 року підприємствами тресту видобуто 1 мільйон пудів руди, у травні — 1,5 мільйона
.
17 травня 1924 року Президією ВРНГ УРСР затверджено статут тресту.
До 1924 року у складі тресту були Криворізьке та Нікопольське рудоуправління.
1 травня 1924 року управління Криворізького залізорудного району було розформовано та створено Артемівське, Лібкнехтівське, Жовтневе, Колачівське рудоуправління та управління копалень Центрально-Інгулецької групи, які підпорядковувалися безпосередньо правлінню.
У 1925 році у віданні ПРТ були контори в Москві, Миколаєві та Катеринославі.
У 1926 році тресту належали Нікополь-Марганцевське, імені Артема, імені Лібкнехта, імені Шварца, імені Леніна, імені Дзержинського, Інгулець, Ліхманівське і Жовтневе рудоуправління.
У 1927—1928 рр. нарівні з рудоуправліннями діяло 5 контор у Берліні, Миколаєві, Шепетівці, Москві та Дніпропетровську.
У квітні 1930 року за недооцінку перспектив подальшого розвитку Кривбасу (теорія згасання) керівництво тресту зазнало гострої критики в газетах «Правда» та «Червоний гірник» внаслідок чого було змінено.
Ліквідований 1 січня 1931 року, на його зміну прийшов трест «Руда».

## Характеристика
Директором був Матрозов І. І., головним інженером — Мухін В. Г. У 1927—1931 роках керуючим був Подзоров Кузьма Михайлович
.